# Dörtyol (district)
Dörtyol is een Turks district in de provincie Hatay en telt 140.517 inwoners (2007). Het district heeft een oppervlakte van 600,0 km². Hoofdplaats is Dörtyol.
De bevolkingsontwikkeling van het district is weergegeven in onderstaande tabel.
| 1997    | 2000    | 2007    |
| ------- | ------- | ------- |
| 121.641 | 126.258 | 140.517 |